# Stauros Tornes
Stauros Tornes (in greco: Σταύρος Τορνές, AFI: [ˈstavɾos toɾˈnis]; Atene, 1932 – Atene, 26 luglio 1988) è stato un attore, regista e sceneggiatore greco.
Cineasta sperimentale, all'instaurarsi nel proprio paese del regime dei colonnelli trascorse in Italia gli anni dell'esilio. Qui prese parte come attore a numerosi film di Francesco Rosi, ma anche di Mario Monicelli, Federico Fellini ed i fratelli Taviani.
Il Torino Film Festival gli dedicò una retrospettiva nel 2003.

## Filmografia

### Attore

#### Cinema
- Ī limnī tōn stenagmōn, regia di Grīgorīs Grīgoriou (1959)
- To megalo kolpo, regia di Chrīstos Theodōropoulos (1960)
- To mystiko tou kokkinou mandya, regia di Kōstas Fōteinos (1960)
- To spiti tīs īdonīs, regia di Giōrgos Zervoulakos (1961)
- Stegnōsan ta dakrya mas, regia di Giōrgos Papakōstas (1961)
- Diavolou kaltsa, regia di Grīgorīs Grīgoriou (1961)
- Il cielo (Ouranos), regia di Takīs Kanellopoulos (1962)
- Ī ōraia tīs Roumelīs, regia di Giōrgos Delerno (1962)
- To mploko, regia di Adōnis Kyrou (1965)
- Anoichtī epistolī, regia di Giōrgos Stampoulopoulos (1967)
- Kierion, regia di Dīmos Theos (1968)
- Uomini contro, regia di Francesco Rosi (1970) - non accreditato
- Il caso Mattei, regia di Francesco Rosi (1972) - non accreditato
- Uno dei tre, regia di Gianni Serra (1972)
- Vogliamo i colonnelli, regia di Mario Monicelli (1973) - non accreditato
- Lucky Luciano, regia di Francesco Rosi (1973) - non accreditato
- Allonsanfàn, regia di Paolo e Vittorio Taviani (1974)
- Anno uno, regia di Roberto Rossellini (1974) - non accreditato
- Domani, regia di Domenico Rafele (1974)
- Coatti (1977)
- Hotel Locarno, regia di Bernard Werber (1978)
- Cristo si è fermato a Eboli, regia di Francesco Rosi (1979)
- La città delle donne, regia di Federico Fellini (1980) - non accreditato
- Mpalamos (1982)
- Ī parexīgīsī, regia di Dīmītrīs Stavrakas (1983)
- Topos, regia di Antouanetta Angelidī (1985)
- Afigisi, regia di Takīs Dīmītrakopoulos (1985)
- Varieté, regia di Nikos Panagiōtopoulos (1985)
- Dolce assenza, regia di Claudio Sestieri (1986)
- Danilo Treles: O fīmismenos Andalousianos mousikos (1986)
- Enas erōdios gia tī Germania (1988)

#### Televisione
- Nausicaa, regia di Agnès Varda – film TV (1971)
- Cartesius – miniserie TV (1974)
- La chiave d'argento – miniserie TV (1981)

### Regista e sceneggiatore
- Thiraikos orthros  - cortometraggio (1968)
- Addio Anatolia  - cortometraggio (1976)
- Coatti (1977)
- Exōpragmatiko  - cortometraggio (1980)
- Mpalamos (1982)
- Karkalou (1984)
- Danilo Treles: O fīmismenos Andalousianos mousikos (1986)
- Enas erōdios gia tī Germania (1988)